# Silvio Confortola
Giuseppe Silvio Luigi Confortola (* 20. Januar 1910 in Uzza, Gemeinde Valfurva; † 29. Januar 2003, ebenda) war ein italienischer Skilangläufer.
Confortola holte bei den Nordischen Skiweltmeisterschaften 1937 in Chamonix die Bronzemedaille mit der Staffel. Im folgenden Jahr errang er bei den Nordischen Skiweltmeisterschaften in Lahti den 133. Platz über 18 km und den 59. Platz über 50 km. Bei den Olympischen Winterspielen 1948 in St. Moritz lief er auf den 18. Platz über 50 km und auf den sechsten Rang mit der Staffel. Confortola wurde siebenmal italienischer Meister mit der Staffel (1938–1941, 1946, 1946, 1950).